# Неделя (телепередача)
«Неделя» с Марианной Максимовской — еженедельная авторская информационно-аналитическая передача, выходившая с 11 октября 2003 по 28 июня 2014 года по субботам в 19:00 (до 27 декабря 2003 года — в 20:00, повтор по воскресеньям в 13:00, ранее по понедельникам) на телеканале «РЕН ТВ» (в 2003—2006 годах — REN-TV). И в премьерном показе, и (до 2011 года) в повторе программа шла только в прямом эфире; при демонстрации записи прямых включений в нижней части экрана появлялась плашка с указанием даты повтора.
В программе рассказывалось о самых важных и интересных событиях недели. Автор и ведущая — Марианна Максимовская. Руководитель программы — Мурат Куриев (бывший редактор отдела спецпроектов телекомпании НТВ). Рождение программы следует связывать с 2003 годом, когда Максимовская приняла предложение Ирены Лесневской создать на канале REN-TV свою аналитическую программу.
В «Неделе» поднимались острые политические и общественные проблемы. Российская оппозиция и телевизионные критики заявляли, что данная программа — одна из немногих на российском телевидении, где имелась точка зрения, отличавшаяся от государственных телеканалов.

## История программы

### 2003—2009
Первый выпуск программы «Неделя» вышел в эфир 11 октября 2003 года. В первых сезонах аналитическая программа сочетала в себе несколько жанров: аналитика, репортажи, комментарии, интервью. В рамках программы выходили также рубрики «Своими словами» с ведущей Юлией Латыниной, в которой впоследствии события недели комментировали разные люди, как известные, так и неизвестные широкой публике, и «Вызов» с Дмитрием Якубовским — ток-шоу в формате поединка двух лиц. Ряд сюжетов носил развлекательный характер, примерно к 2005 году их число стало уменьшаться в сторону более серьёзных репортажей. Над программой работал ряд постоянных корреспондентов, многие из которых ранее работали вместе с ведущей на телеканалах НТВ, ТВ-6 и ТВС.
Первоначально зрительское восприятие программы было прохладным, «Неделя» с Марианной Максимовской считалась вторичным телепродуктом, особенно на фоне других информационно-аналитических программ, которые делали бывшие сотрудники службы информации НТВ (в частности, «Намедни» и «Итоги»).

Всё гладенько, чистенько и — никак. <…> Идут обычные информационные сюжеты, посвящённые событиям прошедшей недели, сюжетов много, сделаны неплохо… Но ни малейшей попытки осмысления, как это было у Евгения Киселёва, ни иронически-отстранённого взгляда, как у Леонида Парфёнова. Марианна исполняет роль диктора, озвучивающего кем-то сочинённые связки-переходы между сюжетами. А сами события мы уже видели в информационных выпусках других телеканалов. Вся программа — всего лишь дайджест ранее показанного, ни грамма нового содержания.

Впоследствии подача материала изменилась, и по глубине разработки актуальных тем «Неделя» стала конкурировать с лучшими проектами информационного вещания НТВ прошлых лет.
Программа быстро завоевала популярность у зрителей: в течение первого сезона доля программы увеличилась с 3,9 % в октябре 2003 года до 5,9 % в июне 2004 года. С того же момента она стала постоянно присутствовать в шортлистах самых популярных программ на канале REN-TV (уступая только телесериалам собственного производства канала).
По словам Марианны Максимовской, за первые три сезона существования передачи против неё не было подано ни одного судебного иска. Однако 15 декабря 2005 года Управление Федеральной службы исполнения наказаний по Москве подало в Хамовнический суд иск к телеканалу REN-TV о защите чести, достоинства и деловой репутации. УФСИН требовало опровергнуть сведения о голодовке бывшего главы НК «ЮКОС» Михаила Ходорковского в программе от 27 августа 2005 года, утверждая, что её не было. Соответчиками по иску были признаны Максимовская, а также адвокаты Евгений Бару и Юрий Шмидт. УФСИН утверждало, что никакой голодовки не было. Телекомпания REN-TV объявила, что готова отстаивать свои интересы в суде. 19 января 2006 года в Хамовническом суде Москвы состоялось первое слушание по делу. Рассмотрение дела по существу было перенесено на месяц. В дальнейшем суд отказал Максимовской, просившей допросить самого Ходорковского в качестве свидетеля. В то же время Ходорковский потребовал от УФСИН представить более серьёзные обоснования для иска к REN-TV, тележурналистке и адвокатам. Рассмотрение иска было отложено до 17 апреля, затем на 27 апреля (УФСИН ходатайствовало о привлечении представителей следственного изолятора «Матросская тишина» в качестве заинтересованных лиц), после — к 27 июня 2006 года. Два месца спустя, 25 августа 2006 года, суд признал ряд высказываний адвокатов в программе Максимовской не соответствующими действительности и обязал их опровергнуть эти высказывания. В то же время в словах телеведущей состава преступления обнаружено не было.
В августе 2006 года руководство REN-TV приняло решение увеличить продолжительность программы Максимовской на полчаса. Связанно это было с масштабным ребрендингом телекомпании РЕН ТВ, который произошел 4 сентября 2006 года. К тому моменту «Неделя» стала единственной информационно-аналитической программой, в которой события в стране и мире подавались наиболее объективно и максимально полно, чем на государственных телеканалах. Программа активно освещала «Марши несогласных», дело ЮКОСа, вероятные последствия Зимних Олимпийских игр 2014 года в Сочи, а также деятельность государственных чиновников не только с положительной точки зрения. Среди тем также были пытки в Чечне, экстремизм, милицейский беспредел, коррупция.

### 2010—2014
Осенью 2010 года у программы появился интернет-сайт на основе сайте телеканала РЕН-ТВ — http://nedelya.ren-tv.com. До этого информация из выпусков «Недели» публиковалась на сайте канала «РЕН ТВ». Программа завершалась демонстрацией титров с указанием съёмочной группы, поскольку позиционировалась как авторская. С 14 мая 2011 года и до закрытия программы «Неделя» демонстрация титров была прекращена.
В телесезоне 2013—2014 годов программа «Неделя» с Марианной Максимовской стала радикально отличаться от выпусков «Новостей 24» по подаче информации — в передаче продолжала звучать отличная от передач государственных телеканалов точка зрения. Марианна Максимовская стала единственным тележурналистом, которому в декабре 2013 года удалось записать интервью с Михаилом Ходорковским в Германии сразу же после освобождения (с этой же программой экс-глава ЮКОСа общался и незадолго до своего ареста, случившегося 25 октября 2003 года). Позиция программы по Евромайдану и вооружённому конфликту на востоке Украины также отличалась от позиции государственных каналов.
К 2014 году, по данным TNS, доля аудитории «Недели» превысила среднюю долю аудитории самого телеканала: в субботу вечером (19:00-20:15) среди зрителей 18+ она составляла 6,8 % (среднесуточная аудитория канала РЕН ТВ — 4,5 %). В Москве и Санкт-Петербурге доля передачи достигала 7,9 % (4,8 % — среднесуточный показатель телеканала).
Последний выпуск программы вышел 28 июня 2014 года, после чего программа ушла на летние каникулы. Следующий выпуск должен был выйти 6 сентября того же года. На момент закрытия корреспондентами программы являлись: Евгений Матонин, Вячеслав Николаев, Александр Надсадный, Сергей Митрофанов, Роман Супер, Вячеслав Гузь, Сергей Ерженков, Вадим Кондаков и Анастасия Пак, а также Валентин Трушнин, Владимир Щеглов, Станислав Григорьев и Станислав Феофанов. В разное время в программе также работали Андрей Картавцев, Артур Валеев, Ася Гойзман, Александр Жестков, Тамара Карташова, Анна Нельсон, Сергей Седов, Ян Воскресенский, Николай Маркозов, Алексей Зубов, Алексей Кудашов, Дмитрий Ясминов, Леонид Канфер, Елена Клипова, Владимир Ленский, Иван Волонихин, Георгий Андроников, Дмитрий Тархов и Дмитрий Штоколов и другие. Каждое появление корреспондента в кадре не сопровождалось появлением плашки с именем и фамилией (по аналогии с программой «Сегодня» на НТВ с 1993 по 2001 год и информационными программами позднего ТВ-6 и ТВС).

### Закрытие программы и оценки
1 августа 2014 года программа была закрыта. Причиной закрытия, по словам руководителя пресс-службы РЕН ТВ, стало то, что Марианна Максимовская, на тот момент являвшаяся заместителем главного редактора телеканала, планирует сосредоточиться именно на этой работе. По словам руководителя пресс-службы РЕН ТВ, подготовка итоговой аналитической программы отнимала у ведущей много времени и сил и не позволяла сконцентрироваться на руководящей деятельности. Вместо неё с 7 сентября 2014 года выходит передача «Добров в эфире» с Андреем Добровым. К осени 2014 года из девяти постоянных корреспондентов «Недели» на РЕН ТВ остались только двое — Вячеслав Николаев, и Александр Надсадный (оба также уйдут с РЕНа в своё время). Покинувшие телеканал корреспонденты испытывали трудности с поиском новой работы.
По мнению корреспондента программы Романа Супера, истинная причина закрытия заключалась в том, что по многим вопросам позиция «Недели» отличалась от позиции аналитических программ на других каналах и от официальной позиции властей, а «история с самолётом стала решающей для людей, которые принимают решение, существовать программе или не существовать». В программе практически отсутствовала цензура. По оценке члена президентского совета по правам человека Даниила Дондурея, за последние месяцы российское ТВ окончательно пришло к «контентной однозначности и определённости», и «в этой ситуации Марианна Максимовская была как белая ворона, у неё не было шансов выжить». Основатель РЕН ТВ Ирена Лесневская прокомментировала закрытие передачи следующим образом: «Сегодня эта программа смотрелась абсолютно как белая ворона на фоне того мракобесия, в который превратился канал „РЕН-ТВ“. Удивительно, что столько лет канал позволял этот глоток свежего воздуха. <…> Профессия журналиста, комментатора сегодня не востребована. Нужны одинаковые программы, нужно дудеть в одну дуду».
Журналист и телевизионный критик Арина Бородина отозвалась о закрытии программы так: «Это была единственная программа в российском федеральном эфире, в которой звучала альтернативная от официальных властей точка зрения. <…> При этом они держали совершенно уникальную профессиональную планку — вся команда: продюсеры, шеф-редакторы, корреспонденты». Публицист Антон Красовский дал следующую оценку: «Если бы это была не Марианна, а другой человек, который бы делал и говорил то же, что делала и говорила она, то эту программу закрыли бы еще три года назад». Телевизионный критик Александр Мельман писал: «Впрочем, для нормального зрителя, опять же того, кто понимает, программа „Неделя“ была словно островок в океане, глоток свежего воздуха. Десять лет её закрывали, десять лет ставили было уже крест, но она всегда возрождалась, феникс наш прекрасный. <…> Уход Максимовской — это знак, конечно. Но она, как истовый капитан, уходит последней. И вот ясно: никаких иных красок кроме чёрно-белых в нашем великолепном, разухабистом, ярком и цветном, обслуживающем политику ТВ-царстве больше быть не должно. Такова ситуация момента».
Журналист Галина Сидорова в блоге на сайте «Радио Свобода» отметила: «Марианна Максимовская делала замечательную программу. Лучшую. Очень профессиональную. Интересную. Объективную. Честную. Она давала пищу для размышлений. Заставляла думать. И потому была закрыта. Молчим. Ждём, кого „переформатируют“?». Тележурналист Евгений Киселёв, бывший коллега Максимовской по НТВ, ТВ-6 и ТВС, заявил: «Ещё один островок настоящей тележурналистики перестал существовать. Да и как могло быть иначе в сегодняшней России?! „Неделя“ не выжила бы в нынешней агрессивной среде…».

## Приложение к программе
С 2007 (на постоянной основе — с 2008) по 2014 год, помимо программы «Неделя с Марианной Максимовской», на РЕН ТВ также существовал документальный цикл «Репортёрские истории». Каждую неделю кто-либо из корреспондентов «Новостей 24» или «Недели» представлял в рамках данного цикла авторскую документальную работу на актуальную тему. Среди постоянных авторов цикла были Евгений Матонин, Иван Волонихин, Вячеслав Николаев, Александр Надсадный, Роман Супер, Вадим Кондаков, Сергей Митрофанов, Артур Валеев, Ася Гойзман, Леонид Канфер, Анастасия Пак, Сергей Ерженков и другие. Вступительный стенд-ап записывался в студии «Недели» (до 2011 года), а затем в общей студии, где снимался ряд программ «РЕН ТВ» собственного производства тех лет («Новости 24», «Неделя», «Экстренный вызов 112», «Военная тайна» и другие).

## Экстренное вещание
8 сентября 2013 года в эфир РЕН ТВ вышел специальный выпуск «Недели с Марианной Максимовской», включавший в себя репортажи о ходе голосования на выборах мэра Москвы, первые их итоги, а также прямые включения и репортажи корреспондентов из штабов кандидатов. Гостем в студии был Михаил Прохоров.

## Награды
В 2008, 2009 и 2010 годах «Неделя» удостаивалась премии «ТЭФИ» как лучшая информационно-аналитическая программа. В 2010 году Марианна Максимовская получила «ТЭФИ» как лучшая ведущая информационно-аналитической программы.

## Пародии
В 2010 и 2012 годах программа была спародирована в шоу «Большая разница» на «Первом канале» (роль ведущей исполнила Светлана Галка).